# Eudyptes
Gli eudipti (Eudyptes Vieillot, 1816) sono un genere di uccelli della famiglia Spheniscidae a cui appartengono i pinguini crestati.

## Tassonomia
Il genere comprende sette specie:
- Eudyptes pachyrhynchus G.R.Gray, 1845 - eudipte beccogrosso
- Eudyptes robustus Oliver, 1953 - eudipte di Snares Island
- Eudyptes sclateri Buller, 1888 - pinguino crestato maggiore
- Eudyptes chrysocome (J.R.Forster, 1781) - pinguino saltarocce
- Eudyptes moseleyi Mathews & Iredale, 1921 - pinguino crestato di Moseley
- Eudyptes schlegeli Finsch, 1876 - eudipte della Nuova Zelanda
- Eudyptes chrysolophus (Brandt, 1837) - pinguino ciuffodorato